# Châteauponsac
Châteauponsac è un comune francese di 2 206 abitanti situato nel dipartimento dell'Alta Vienne nella regione della Nuova Aquitania.

## Società

### Evoluzione demografica
Abitanti censiti

## Monumenti e luoghi d'interesse
- Chiesa dedicata a San Tirso, risalente al XII secolo
- Cappella di Notre-Dame-de-Toute-Bonté, eretta nell'XI secolo
- Antico priorato benedettino del 1318, oggi Museo archeologico (aperto nel 1964)
- Ponte romano